# مين لي مارتي
مين لي مارتي (بالإنجليزية: Min Li Marti) (من مواليد في 1 يونيو 1974) هي عالمة اجتماع سويسرية ومؤرخة وناشرة وسياسية بالحزب الاشتراكي الديمقراطي السويسري.

## العمل السياسي
بدأت مارتي مسيرتها السياسية في رابطة طلاب جامعة زيوريخ. وفي الفترة من عام 2002 إلى عام 2015، مثلت المقاطعتان 4 و 5 للحزب الاشتراكي الديمقراطي السويسري في برلمان مدينة زيورخ. عملت مارتي في مؤسسة زيوريخ للأفلام، ومن 2000 إلى 2004، كانت سكرتيرة الحزب في كانتون زيورخ، حيث كانت مسؤولة عن حملة الانتخابات الكانتونية. ومن عام 2008 حتى عام 2010، قادت الحملات كرئيسة السكرتارية في اتحاد VPOD، ثم نظمت في عام 2011 بالتعاون مع أندريا سبريتشر حملة الانتخابات الوطنية للحزب. ترأّست مارتي من عام 2009 إلى عام 2015 اللجنة الدولية بالحزب (IFC)، كما كانت عضوًا في مجلس إدارة الحزب المحلية. تم انتخابها لمنصب نائب الرئيس في انتخابات المجلس الوطني السويسري عام 2015، حيث كانت عضوًا في لجنة العلوم والتربية والثقافة.

## حياتها الشخصية
وُلدت مين لي مارتي في برن كابنة لأم صينية لاجئة وأب سويسري، ونشأت في أولتن. انتقلت مارتي في عام 1995 إلى زيورخ، حيث أكملت دراستها في علم الاجتماع والصحافة والتاريخ الاجتماعي والاقتصادي في جامعة زيورخ في عام 2000. وفي عام 2004 شاركت في تأسيس الشركة المحدودة للأعمال السمعية البصرية "Das Kollektiv für audiovisuelle Werke GmbH". ومن عام 2012 إلى عام 2015، عملت مارتي كمستشارة رئيسية في شركة حملات إعلانية ووكالة اتصالات. أصبحت مارتي معروفة ولديها جمهور واسع، ككاتبة في صحيفة عشرين دقيقة 20 Minuten المجانية. كما شغلت منذ نهاية عام 2014 منصب رئيسة تحرير الصحيفة الأسبوعية P.S. والتي يقع مقرها في زيوريخ. تزوّجت مارتي من السياسي السويسري بالثازار جلاتلي وتعيش معه في زيوريخ-ويبينكين. ووفقاً للسياسيين، فإن ابنتها، التي وُلدت في 24 يناير / كانون الثاني 2018، هي أول رضيع يكون والداه من أعضاء المجلس الوطني في نفس الوقت. أردت مارتي وجلاتلي الحصول على إجازة حضانة حتى جلسة الربيع في نهاية شباط / فبراير 2018.

## روابط خارجية
- مين لي مارتي على موقع IMDb (الإنجليزية)
- الموقع الرسمي
 (بالألمانية)

- قالب:Parliament.ch

قالب:Members of the Swiss National Council/Zürich